# فينانثرين
فينانثرين هو هيدروكربون عطري متعدد الحلقات، تتكون بنيته من ثلاث حلقات سداسية مندمجة، وله الصيغة الكيميائية C14H10، ويكون على شكل صلب أبيض اللون.

## الوفرة الطبيعية والتحضير
يوجد الفينانثرين طبيعياً على شكل معدن نادر الوجود يسمى رافاتيت Ravatite.
يحضر الفينانثرين مخبرياً وفق طريقة اصطناع Bardhan–Sengupta المتضمنة عملية استبدال عطري محب للإلكترونات وذلك على مجموعة حلقي الهكسانول مرتبطة بجسر ألكيلي بحلقة بنزين، وذلك باستخدام خماسي أكسيد الفوسفور من أجل إغلاق الحلقة؛ ثم بإجراء تفاعل نزع هيدروجين باستخدام فلز السيلينيوم.

## الخواص
يوجد الفينانثرين على شكل بلورات بيضاء اللون، صعبة الانحلالية في الماء، لكنها تنحل في المذيبات العضوية مثل البنزين وثنائي إيثيل الإيثر.

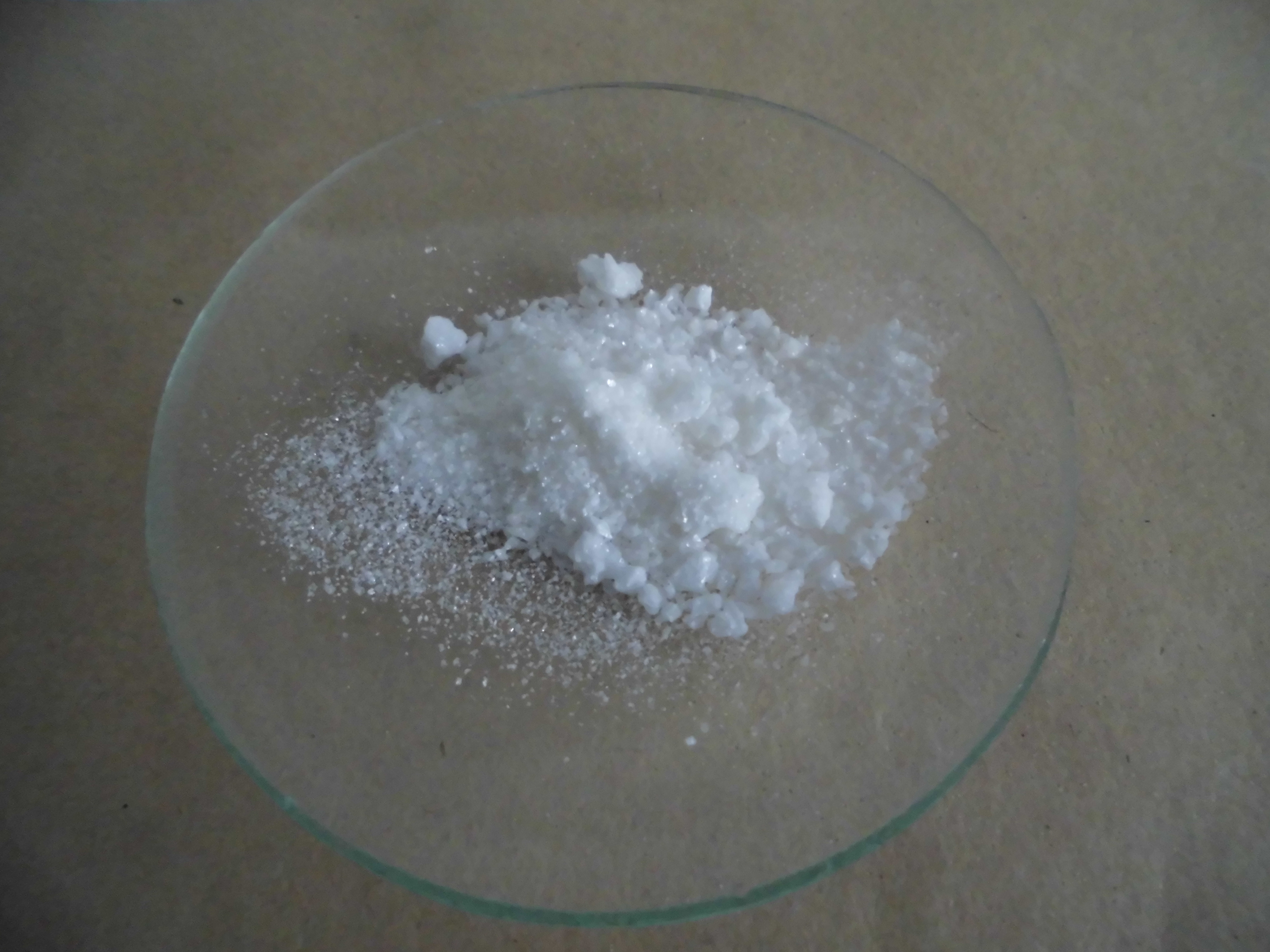
عينة من الفينانثرين

تحدث التفاعلات الكيميائية للفينانثرين عادة على الموقعين 9 و 10 وتتضمن:
- أكسدة عضوية إلى مركب 10،9-فينانثرينكينون باستخدام حمض الكروميك.[6]
- اختزال عضوي إلى 10,9-ثنائي هيدرو الفينانثرين باستخدام غاز الهيدروجين على حفاز من نيكل راني.[7]
- هلجنة محبة للإلكترونات إلى 9-بروموفينانثرين باستخدام البروم.[8]

- سلفنة عطرية إلى أحماض السلفونيك الموافقة على الموقعين 2 و 3 باستخدام حمض الكبريتيك.[9]
- تحلل أوزوني إلى ثنائي فينيلالدهيد.[10]

## الاستخدامات
يستخدم الفينانثرين كمادة أولية بادئة في تحضير الأصباغ.